# Euproctis charmetanti
Euproctis charmetanti är en fjärilsart som beskrevs av André Vuillet 1890. Euproctis charmetanti ingår i släktet Euproctis och familjen tofsspinnare. Inga underarter finns listade i Catalogue of Life.